# Вирок часу
«Вирок часу» (англ. Past Perfect) — американський фантастичний бойовик 1996 року.

## Сюжет
Поліцейський Ділан Купер намагається вийти на слід банди, яка торгує наркотиками і зброєю. Упіймавши одного з них, неповнолітнього Расті Вокера, який мовчить, Ділан помічає імена членів банди на татуйованому плечі Расті. У гонитві за хлопцями Купера весь час хтось випереджає, і він знаходить лише трупи підлітків. Це діють поліцейські з майбутнього, послані в минуле із завданням ліквідувати підлітків, які згодом стануть запеклими головорізами. Ділан Купер не дозволяє прибульцям ліквідувати Расті, давши йому шанс, змінити його долю.

## У ролях
| Актор             | Роль                         |
| ----------------- | ---------------------------- |
| Ерік Робертс      | Ділан Купер                  |
| Лорі Голден       | Еллі Марсі                   |
| Нік Манкузо       | Стоун                        |
| Сол Рубінек       | рахівник                     |
| Марсі Мелліш      | Зої                          |
| Марк Гілдрет      | Расті Вокер                  |
| Йі Джі Цо         | Кім Лі «Клинок» Чо           |
| Емілі Перкінс     | Карен «Сором'язлива» Деніелс |
| Тай Рунян         | Сід «Череп» Вінсент          |
| Пітер Генлон      | Ленс Міллеті                 |
| Адам Міллс        | жирний хлопець               |
| Шон Емсінг        | напружений хлопець           |
| Аманда О'Лірі     | мати Расті                   |
| Джаред Бланшар    | Віллі (вбивця)               |
| Шон Міллікен      | кранівник                    |
| ДжейАр Борн       | швейцар                      |
| Самро Мітчем      | EMT                          |
| Бренда МакДональд | літня жінка                  |
| Денні Воттлі      | патрульний                   |
| Яно Франдсен      | батько Сіда                  |
| Діан Генрі        | мати Сіда                    |
| А.Дж. Бонд        | молодий Стоун                |
| Ден Тогілл        | батько Расті                 |
| Еліза Робертс     | детектив                     |
| Райлі Гоф         | маленький хлопчик            |
| Клер Вебб         | мертва мати                  |